# ABC Supply Company A.J. Foyt 225 de 2007
O ABC Supply Company A.J. Foyt 225 de 2007 foi a sexta corrida da temporada de 2007 da IndyCar Series. corrida foi disputada no dia 3 de junho no Milwaukee Mile, localizado na cidade de West Allis, Wisconsin. O vencidor foi o brasileiro Tony Kanaan da equipe Andretti-Green Racing.

## Pilotos e Equipes
| Nº | Piloto            | Equipe                   | Chassis | Motor | Pneu |
| -- | ----------------- | ------------------------ | ------- | ----- | ---- |
| 2  | Tomas Scheckter   | Vision Racing            | Dallara | Honda | F    |
| 3  | Hélio Castroneves | Team Penske              | Dallara | Honda | F    |
| 4  | Vitor Meira       | Panther Racing           | Dallara | Honda | F    |
| 5  | Sarah Fisher      | Dreyer & Reinbold Racing | Dallara | Honda | F    |
| 6  | Sam Hornish Jr.   | Team Penske              | Dallara | Honda | F    |
| 7  | Danica Patrick    | Andretti-Green Racing    | Dallara | Honda | F    |
| 8  | Scott Sharp       | Rahal Letterman Racing   | Dallara | Honda | F    |
| 9  | Scott Dixon       | Chip Ganassi Racing      | Dallara | Honda | F    |
| 10 | Dan Wheldon       | Chip Ganassi Racing      | Dallara | Honda | F    |
| 11 | Tony Kanaan       | Andretti-Green Racing    | Dallara | Honda | F    |
| 14 | Darren Manning    | A. J. Foyt Enterprises   | Dallara | Honda | F    |
| 15 | Buddy Rice        | Dreyer & Reinbold Racing | Dallara | Honda | F    |
| 17 | Jeff Simmons      | Rahal Letterman Racing   | Dallara | Honda | F    |
| 20 | Ed Carpenter      | Vision Racing            | Dallara | Honda | F    |
| 22 | A. J. Foyt IV     | Vision Racing            | Dallara | Honda | F    |
| 26 | Marco Andretti    | Andretti-Green Racing    | Dallara | Honda | F    |
| 27 | Dario Franchitti  | Andretti-Green Racing    | Dallara | Honda | F    |
| 55 | Kosuke Matsuura   | Panther Racing           | Dallara | Honda | F    |

- (R) - Rookie

## Resultados

### Treino classificatório
| Treino classificatório - 2 de junho | Treino classificatório - 2 de junho | Treino classificatório - 2 de junho | Treino classificatório - 2 de junho | Treino classificatório - 2 de junho | Treino classificatório - 2 de junho | Treino classificatório - 2 de junho | Treino classificatório - 2 de junho | Treino classificatório - 2 de junho |
| Pos                                 | Nº                                  | Piloto                              | Equipe                              | Volta 1                             | Volta 2                             | Tempo                               |                                     |                                     |
| ----------------------------------- | ----------------------------------- | ----------------------------------- | ----------------------------------- | ----------------------------------- | ----------------------------------- | ----------------------------------- | ----------------------------------- | ----------------------------------- |
| 1                                   | 3                                   | Hélio Castroneves                   | Penske Racing                       | 21.4608                             | 21.3596                             | 0:21.3596                           |                                     |                                     |
| 2                                   | 9                                   | Scott Dixon                         | Chip Ganassi Racing                 | 21.5873                             | —                                   | 0:21.5873                           |                                     |                                     |
| 3                                   | 11                                  | Tony Kanaan                         | Andretti-Green Racing               | 21.6619                             | 21.6011                             | 0:21.6011                           |                                     |                                     |
| 4                                   | 10                                  | Dan Wheldon                         | Chip Ganassi Racing                 | 21.6089                             | 21.6410                             | 0:21.6089                           |                                     |                                     |
| 5                                   | 6                                   | Sam Hornish Jr.                     | Penske Racing                       | 21.7529                             | 21.7166                             | 0:21.7166                           |                                     |                                     |
| 6                                   | 55                                  | Kosuke Matsuura                     | Panther Racing                      | 21.8416                             | 21.8199                             | 0:21.8199                           |                                     |                                     |
| 7                                   | 15                                  | Buddy Rice                          | Dreyer & Reinbold Racing            | 21.8207                             | 21.9329                             | 0:21.8207                           |                                     |                                     |
| 8                                   | 20                                  | Ed Carpenter                        | Vision Racing                       | 22.0695                             | 21.8716                             | 0:21.8716                           |                                     |                                     |
| 9                                   | 4                                   | Vitor Meira                         | Panther Racing                      | 21.9816                             | 21.8827                             | 0:21.8827                           |                                     |                                     |
| 10                                  | 27                                  | Dario Franchitti                    | Andretti-Green Racing               | 22.0781                             | 21.8947                             | 0:21.8947                           |                                     |                                     |
| 11                                  | 8                                   | Scott Sharp                         | Rahal Letterman Racing              | 22.1271                             | 21.9150                             | 0:21.9150                           |                                     |                                     |
| 12                                  | 22                                  | A. J. Foyt IV                       | Vision Racing                       | 21.9691                             | 22.0730                             | 0:21.9691                           |                                     |                                     |
| 13                                  | 2                                   | Tomas Scheckter                     | Vision Racing                       | 21.9739                             | 22.0564                             | 0:21.9739                           |                                     |                                     |
| 14                                  | 26                                  | Marco Andretti                      | Andretti-Green Racing               | 22.0108                             | —                                   | 0:22.0108                           |                                     |                                     |
| 15                                  | 14                                  | Darren Manning                      | A. J. Foyt Enterprises              | 22.2352                             | 22.1758                             | 0:22.1758                           |                                     |                                     |
| 16                                  | 5                                   | Sarah Fisher                        | Dreyer & Reinbold Racing            | 22.2890                             | 22.3102                             | 0:22.2890                           |                                     |                                     |
| 17                                  | 7                                   | Danica Patrick                      | Andretti-Green Racing               | 22.5452                             | 22.3396                             | 0:22.3396                           |                                     |                                     |
| 18                                  | 17                                  | Jeff Simmons                        | Rahal Letterman Racing              | —                                   | —                                   | sem tempo                           |                                     |                                     |
| Relatório[ligação inativa]          |                                     |                                     |                                     |                                     |                                     |                                     |                                     |                                     |

- (R) - Rookie

### Corrida
| Corrida - 3 de junho | Corrida - 3 de junho | Corrida - 3 de junho | Corrida - 3 de junho     | Corrida - 3 de junho | Corrida - 3 de junho | Corrida - 3 de junho | Corrida - 3 de junho | Corrida - 3 de junho |
| Pos                  | Nº                   | Piloto               | Equipe                   | Voltas               | Tempo                | Largada              | Voltas na Liderança  | Pontos               |
| -------------------- | -------------------- | -------------------- | ------------------------ | -------------------- | -------------------- | -------------------- | -------------------- | -------------------- |
| 1                    | 11                   | Tony Kanaan          | Andretti-Green Racing    | 225                  | 1:47:42.4393         | 3                    | 25                   | 50                   |
| 2                    | 27                   | Dario Franchitti     | Andretti-Green Racing    | 225                  | +2.5707              | 10                   | 0                    | 40                   |
| 3                    | 10                   | Dan Wheldon          | Chip Ganassi Racing      | 225                  | +3.1149              | 4                    | 37                   | 35                   |
| 4                    | 9                    | Scott Dixon          | Chip Ganassi Racing      | 225                  | +3.4026              | 2                    | 0                    | 32                   |
| 5                    | 4                    | Vitor Meira          | Panther Racing           | 225                  | +5.2684              | 9                    | 0                    | 30                   |
| 6                    | 8                    | Scott Sharp          | Rahal Letterman Racing   | 225                  | +6.8359              | 11                   | 0                    | 28                   |
| 7                    | 20                   | Ed Carpenter         | Vision Racing            | 225                  | +7.0360              | 8                    | 0                    | 26                   |
| 8                    | 7                    | Danica Patrick       | Andretti-Green Racing    | 225                  | +8.0205              | 17                   | 0                    | 24                   |
| 9                    | 6                    | Sam Hornish Jr.      | Penske Racing            | 224                  | +1 volta             | 5                    | 0                    | 22                   |
| 10                   | 17                   | Jeff Simmons         | Rahal Letterman Racing   | 224                  | +1 volta             | 18                   | 0                    | 20                   |
| 11                   | 14                   | Darren Manning       | A. J. Foyt Enterprises   | 224                  | +1 volta             | 15                   | 0                    | 19                   |
| 12                   | 55                   | Kosuke Matsuura      | Panther Racing           | 223                  | +2 voltas            | 6                    | 0                    | 18                   |
| 13                   | 22                   | A. J. Foyt IV        | Vision Racing            | 222                  | +3 voltas            | 12                   | 0                    | 17                   |
| 14                   | 5                    | Sarah Fisher         | Dreyer & Reinbold Racing | 221                  | +4 voltas            | 16                   | 0                    | 16                   |
| 15                   | 26                   | Marco Andretti       | Andretti-Green Racing    | 209                  | Contato              | 19                   | 0                    | 15                   |
| 16                   | 3                    | Hélio Castroneves    | Penske Racing            | 201                  | Contato              | 1                    | 126                  | 17                   |
| 17                   | 2                    | Tomas Scheckter      | Vision Racing            | 159                  | Mecânico             | 13                   | 0                    | 13                   |
| 18                   | 15                   | Buddy Rice           | Dreyer & Reinbold Racing | 156                  | Contato              | 7                    | 37                   | 12                   |
| Relatório            |                      |                      |                          |                      |                      |                      |                      |                      |

- (R) - Rookie